# Ferdinand Meder
Ferdinand Meder (Đurđenovac, 28. ožujka 1940.)  hrvatski povjesničar umjetnosti, ravnatelj Hrvatskog restauratorskog zavoda.  

## Životopis
Na području zaštite hrvatske kulturne baštine, Ferdinand Meder djeluje od 1970. godine. U početku kao konzervator u Restauratorskom zavodu Hrvatske, a potom u Republičkom zavodu za zaštitu spomenika kulture.
Školovanje je započeo u rodnom Đurđenovcu, gimnaziju je završio u Osijeku, a 1965. godine diplomirao je povijest umjetnosti na Filozofskom fakultetu Sveučilišta u Zagrebu. Usavršavao se na pariškoj Sorboni na studiju sociologije umjetnosti gdje je dvije godine pohađao predavanja Jean Cassoua i Pierre Francastela.
Kao konzervator-povjesničar umjetnosti bavio se teorijskim odrednicama konzerviranja i restauriranja graditeljske i umjetničke baštine, evidentiranjem i dokumentiranjem spomenika kulture, posebno glazbenog instrumentarija, populariziranjem hrvatske kulturne baštine organiziranjem izložba, te putem medija i publikacija. Naročito se bavio organizacijskim i upravnim poslovima u djelatnosti zaštite kulturne i prirodne baštine.
Od 1970. do 1991. godine radi kao konzervator u Restauratorskom zavodu Hrvatske; Republičkom zavodu za zaštitu spomenika kulture i obavlja dužnost tajnika Savjeta za zaštitu spomenika kulture Republike Hrvatske, bio predsjednik je Društva konzervatora Hrvatske. Od 1979. do danas obnaša rukovodeće dužnosti u konzervatorskoj i restauratorskoj službi, prvo direktora Zavoda za zaštitu spomenika kulture u sastavu Ministarstva kulture, prosvjete i športa, potom ravnatelja Državne uprave za zaštitu kulturne i prirodne baštine; a od lipnja 1997. godine preuzima dužnost ravnatelja Hrvatskog restauratorskog zavoda, na kojoj je i danas. Inicirao je, organizirao i provodio brojne i različite programe i akcije u cilju zaštite hrvatske kulturne i prirodne baštine. U razdoblju Domovinskog rata kao ravnatelj Zavoda, a potom Državne uprave, naročito se bavio upoznavanjem i senzibiliziranjem domaće i svjetske javnosti s posljedicama ratnih razaranja i uništavanja kulturne i prirodne baštine. Poticao je i sudjelovao je u pružanju međunarodne pomoći za obnovu ratom oštećene kulturne baštine, naročito angažiranjem UNESCO-a i Vijeća Europe, te posebno njemačkih, odnosno bavarskih i francuskih stručnjaka. Kao ravnatelj Hrvatskog restauratorskog zavoda provodio je objedinjavanje restauratorske djelatnosti u okviru Hrvatskog restauratorskog zavoda kao javne ustanove u vlasništvu države, sukladno odlukama Ministarstva kulture i Vlade Republike Hrvatske.
U to vrijeme intenzivirani su i poslovi na proširenju i unapređivanju restauratorske djelatnosti, naročito formiranjem novih i poboljšanjem postojećih uvjeta za rad Zavoda u Zagrebu, Ludbregu, Osijeku, Dubrovniku, Splitu i u Zadru (ustroj centra za podvodnu arheologiju), te u zadnje vrijeme osnivanjem novih odjela u Rijeci, Zadru i Šibeniku. Ferdinand Meder djelovao je, a djeluje i nadalje kao član u nizu stručnih timova za pojedina pitanja istraživanja i obnove hrvatske kulturne baštine, primjerice kao član stručno savjetodavne komisije za obnovu Dubrovnika. Sudionik je niza međunarodnih skupova i savjetovanja u organizaciji UNESCO-a, Vijeća Europe, Radne zajednice Alpe Jadran, Zajednice podunavskih zemalja, te u delegacijama za suradnju s predstavnicima zaštite kulturne baštine pojedinih europskih zemalja, kao i na brojnim domaćim stručnim skupovima. Zahvaljujući neiscrpnoj radnoj energiji i gotovo nevjerojatnoj upornosti u sprezi s emocionalnom preuzetnošću, posebno u organizacijskim djelatnostima, uspio je hrvatsku restauratorsku praksu dovesti do zavidne razine.

## Nagrade i priznanja
Za svoj rad dobio je više priznanja i hrvatsko odličje Danice hrvatske s likom Marka Marulića, te odličje Ministarstva kulture Francuske. 
- Godine 2006.  dobio je nagradu za životno djelo   Nagrada Vicko Andrić za 2005.

## Vanjske poveznice
- Dodijeljene tradicionalne nagrade Slobodne dalmacije za zaštitu spomenika kulture